# Carolinanachtschwalbe

Verbreitungsgebiet

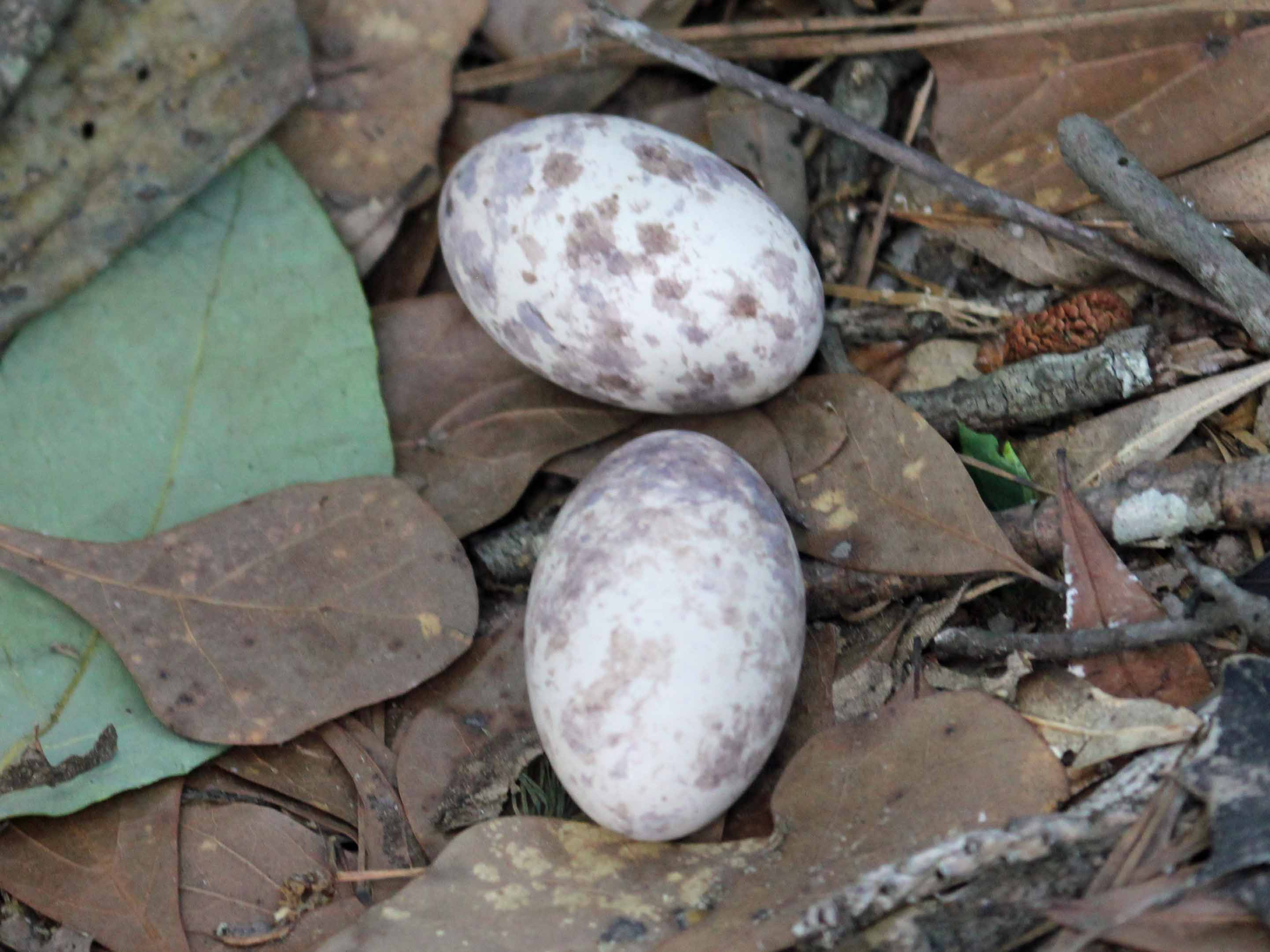
Gelege am Boden

Die Carolinanachtschwalbe (Antrostomus carolinensis, Syn.: Caprimulgus carolinensis) ist eine Vogelart aus der Familie der Nachtschwalben (Caprimulgidae).
Sie kommt im Südosten der USA vor und überwintert auf den Westindischen Inseln, in Zentralamerika und im Nordwesten Südamerikas.
Sie wird häufig mit der Schwarzkehl-Nachtschwalbe verwechselt.
Ihr Verbreitungsgebiet umfasst Sekundärwald, bewaldete oder gemischt mit Kiefern und Eichen bestandene Haine und Flächen bis 1500 m.

## Beschreibung
Die Carolinanachtschwalbe ist 27–34 cm groß, das Männchen wiegt zwischen 94 und 137 g, das Weibchen zwischen 114 und 120 g.
Die Oberseite ist variabel in der Farbgebung von rotbraun bis grau und braun, jeweils kräftig schwarzbraun gestreift.
Sie ähnelt der Rostnachtschwalbe  (Antrostomus rufus), aber der Scheitel ist grau, ähnlich auch der sehr seltenen Schwarzkehl-Nachtschwalbe (Antrostomus vociferus). Sie hat einen schmalen weißen Streifen unter der Kehle. Nur das Männchen hat lange weiße Streifen in den äußeren Steuerfedern.

## Stimme
Der Ruf des Männchens wird als lautes, wiederholtes chuk, weeo, weeo beschrieben.

## Lebensweise
Die Nahrung besteht aus Nachtfaltern, fliegenden Ameisen, Zikaden, Grillen, Heuschrecken, Libellen und Käfern.
Die Brutzeit liegt zwischen April bis Juli, normalerweise gibt es nur eine Brut.

## Gefährdungssituation
Die Carolinanachtschwalbe gilt als „potenziell gefährdet“ (near threatened).